# Laura Caballero
Laura Rodríguez Caballero (18 de febrer de 1978, Madrid, Espanya) és una directora i productora de cinema i guionista de televisió.
És coneguda per dirigir, escriure i produir sèries de productores de José Luis Moreno, el seu oncle. Les seves sèries de televisió més conegudes són Aquí no hay quien viva (2003-2006) i La que se avecina (2007-actualitat), en les quals va ser directora guionista i productora. També ha dirigit dos capítols d'A tortas con la vida, ha treballat com a ajudant de direcció per a un capítol d'Aquí no hay quien viva i un altre per a la pel·lícula El cadáver exquisito.

## Televisió
- La que se avecina (2007-actualitat) directora, guionista i productora.
- Aquí no hay quien viva (2003-2006) guionista (44 episodis).
- A tortas con la vida (2005) directora (2 episodis).